# Auerbach (Dolní Bavorsko)
Auerbach je obec v německé spolkové zemi Bavorsko, v zemském okrese Deggendorf ve vládním obvodu Dolní Bavorsko.
Žije zde přibližně 2 100 obyvatel.

## Poloha
Obec leží 11 km na jihovýchodně od města Deggendorf. Okolní obce jsou: Lalling (S), Grattersdorf (V), Hengersberg (JZ) a Schaufling (SZ).

## Historie

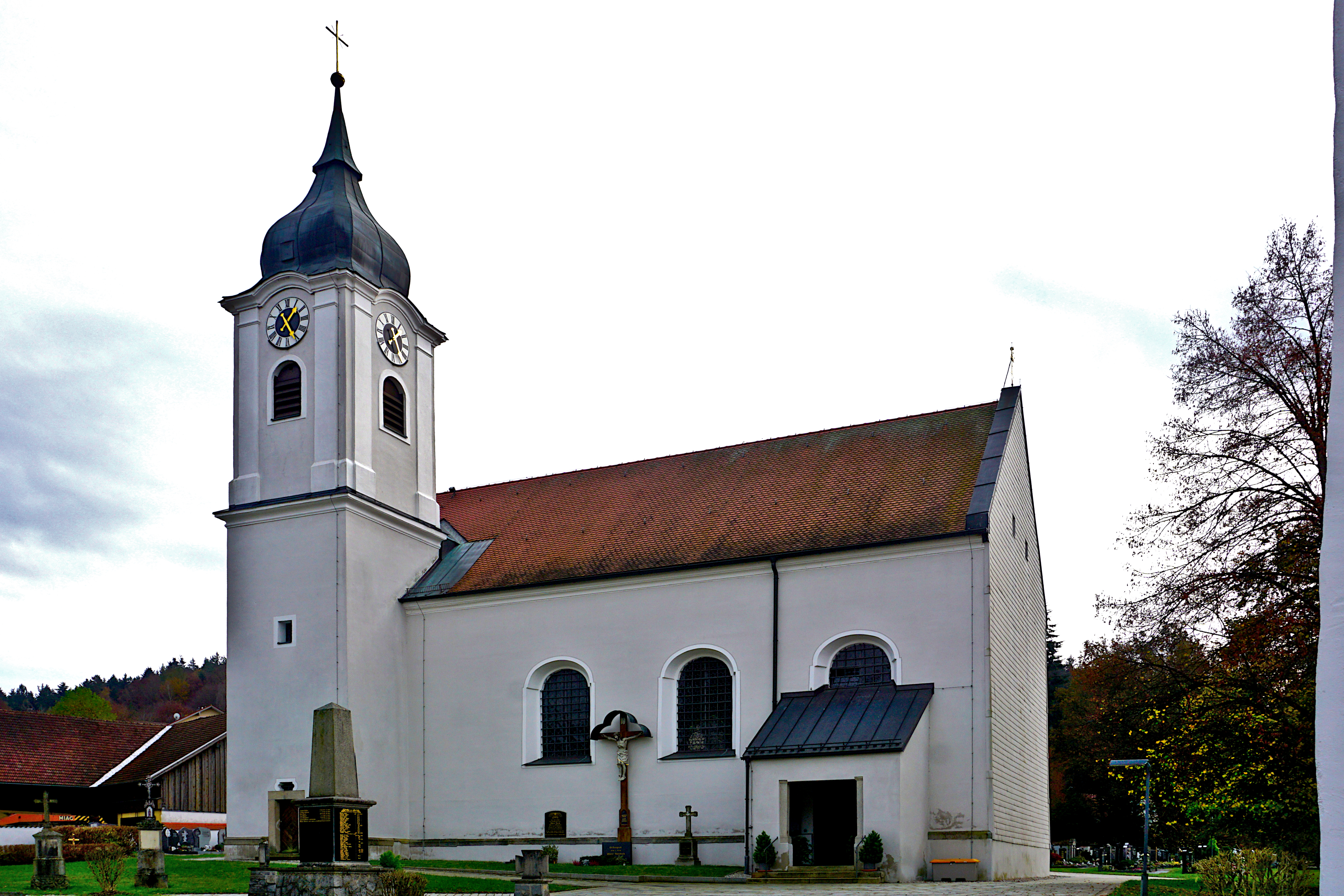
Kostel sv. Pankráce a sv. Markéty

První zmínka o Auerbachu pochází z roku 788 a je považována za první dceru či odnož benediktinského kláštera Niederaltaich. Název Auerbach, kdysi Urbach, má svůj původ ve stejnojmenném nenápadném potoku, který pramení západně od Auerbachu a teče Oberauerbachem do Hengersberské Ohy.
Historie obce je pevně spojena s panstvím sousedního kláštera Niederaltaich, kde mniši ve 2. polovině 8. století vykáceli "prales", zakládali farmy a vystavěli kapli, čímž vytvořili první osadu s názvem "Cella Urpah". Byla postupně osídlována, a v roce 1148 ji papež Evžen III. potvrdil, přičemž v roce 1406 celá farnost (včetně Lallingu) přešla pod klášter.
Na počátku 18. století opat Joscio Hamberger nechal postavit a bohatě vybavit kostel sv. Pankráce a sv. Markéty.